# Asplundia cabrerae
Asplundia cabrerae är en enhjärtbladig växtart som beskrevs av Gunnar Wilhelm Harling. Asplundia cabrerae ingår i släktet Asplundia och familjen Cyclanthaceae. Inga underarter finns listade.